# Everestiomyia antennalis
Everestiomyia antennalis là một loài ruồi trong họ Tachinidae.